# Ng Boon Bee
Ng Boon Bee (* 17. Dezember 1937; † 3. August 2022 in Perak) war ein malaysischer Badmintonspieler.

## Karriere
Ng Boon Bee verzeichnet als größten Erfolg in den Einzeldisziplinen den Gewinn der All England 1965 und 1966 im Herrendoppel mit Tan Yee Khan, mit dem er viele weitere Erfolge in seiner ersten Karrierehälfte errang. 1962 hatten beide schon die Asienspiele gewonnen. Später startete er mit Punch Gunalan im Doppel. Auch mit ihm gewann er 1971 die All England. Beide errangen Silber bei Olympia 1972, wo Badminton als Demonstrationssportart im Programm war. Mit dem Team wurde er durch den Finalsieg beim Thomas Cup 1967 Mannschaftsweltmeister.

## Sportliche Erfolge
| Jahr | Veranstaltung         | Disziplin    | Platz | Name                              |
| ---- | --------------------- | ------------ | ----- | --------------------------------- |
| 1961 | Südostasienspiele     | Herrendoppel | 1     | Tan Yee Khan / Ng Boon Bee        |
| 1961 | Malaysia Open         | Herrendoppel | 1     | Tan Yee Khan / Ng Boon Bee        |
| 1962 | Asienmeisterschaft    | Herrendoppel | 1     | Tan Yee Khan / Ng Boon Bee        |
| 1962 | Asienspiele           | Herrendoppel | 1     | Tan Yee Khan / Ng Boon Bee        |
| 1963 | Malaysia Open         | Herrendoppel | 1     | Tan Yee Khan / Ng Boon Bee        |
| 1964 | Malaysia Open         | Herrendoppel | 1     | Tan Yee Khan / Ng Boon Bee        |
| 1965 | Malaysian Open        | Herrendoppel | 1     | Tan Yee Khan / Ng Boon Bee        |
| 1965 | All England           | Herrendoppel | 1     | Tan Yee Khan / Ng Boon Bee        |
| 1965 | Südostasienspiele     | Herrendoppel | 1     | Tan Yee Khan / Ng Boon Bee        |
| 1965 | Denmark Open          | Herrendoppel | 1     | Tan Yee Khan / Ng Boon Bee        |
| 1966 | Commonwealth Games    | Herrendoppel | 2     | Tan Yee Khan / Ng Boon Bee        |
| 1966 | US Open               | Herrendoppel | 1     | Tan Yee Khan / Ng Boon Bee        |
| 1966 | Canada Open           | Herrendoppel | 1     | Tan Yee Khan / Ng Boon Bee        |
| 1966 | Denmark Open          | Herrendoppel | 1     | Tan Yee Khan / Ng Boon Bee        |
| 1966 | All England           | Herrendoppel | 1     | Tan Yee Khan / Ng Boon Bee        |
| 1966 | Canada Open           | Mixed        | 1     | Ng Boon Bee / Ulla Strand         |
| 1967 | Südostasienspiele     | Herrendoppel | 1     | Tan Yee Khan / Ng Boon Bee        |
| 1967 | Singapur Open         | Mixed        | 2     | Ng Boon Bee / Rosalind Singha Ang |
| 1967 | Singapur Open         | Herrendoppel | 1     | Tan Yee Khan / Ng Boon Bee        |
| 1967 | Malaysia Open         | Herrendoppel | 1     | Tan Yee Khan / Ng Boon Bee        |
| 1968 | All England           | Herrendoppel | 2     | Tan Yee Khan / Ng Boon Bee        |
| 1968 | Malaysia Open         | Herrendoppel | 1     | Tan Yee Khan / Ng Boon Bee        |
| 1968 | German Open           | Herrendoppel | 1     | Tan Yee Khan / Ng Boon Bee        |
| 1967 | Thomas Cup            | Team         | 1     | Malaysia                          |
| 1969 | US Open               | Herrendoppel | 1     | Punch Gunalan / Ng Boon Bee       |
| 1969 | Asienmeisterschaft    | Herrendoppel | 1     | Punch Gunalan / Ng Boon Bee       |
| 1970 | Commonwealth Games    | Herrendoppel | 2     | Punch Gunalan / Ng Boon Bee       |
| 1970 | Asienspiele           | Herrendoppel | 1     | Punch Gunalan / Ng Boon Bee       |
| 1970 | Asienspiele           | Mixed        | 1     | Ng Boon Bee / Sylvia Ng           |
| 1970 | Denmark Open          | Herrendoppel | 1     | Punch Gunalan / Ng Boon Bee       |
| 1970 | Thomas Cup            | Team         | 2     | Malaysia                          |
| 1971 | Südostasienspiele     | Herrendoppel | 1     | Punch Gunalan / Ng Boon Bee       |
| 1971 | All England           | Herrendoppel | 1     | Punch Gunalan / Ng Boon Bee       |
| 1971 | Canada Open           | Mixed        | 1     | Ng Boon Bee / Sylvia Ng           |
| 1971 | Canada Open           | Herrendoppel | 1     | Punch Gunalan / Ng Boon Bee       |
| 1971 | Belgian International | Mixed        | 1     | Ng Boon Bee / Sylvia Ng           |
| 1971 | Belgian International | Herrendoppel | 1     | Punch Gunalan / Ng Boon Bee       |
| 1971 | US Open               | Herrendoppel | 1     | Punch Gunalan / Ng Boon Bee       |
| 1971 | Denmark Open          | Herrendoppel | 1     | Punch Gunalan / Ng Boon Bee       |
| 1971 | German Open           | Herrendoppel | 1     | Punch Gunalan / Ng Boon Bee       |
| 1972 | German Open           | Herrendoppel | 1     | Punch Gunalan / Ng Boon Bee       |
| 1972 | Olympia               | Herrendoppel | 2     | Punch Gunalan / Ng Boon Bee       |